# عيانة (الطيال)

تعديل مصدري - تعديل

عيانة هي إحدى قرى عزلة جبل اللوز بمديرية الطيال التابعة لمحافظة صنعاء، بلغ تعداد سكانها 245 نسمة حسب تعداد اليمن لعام 2004.